# 三教

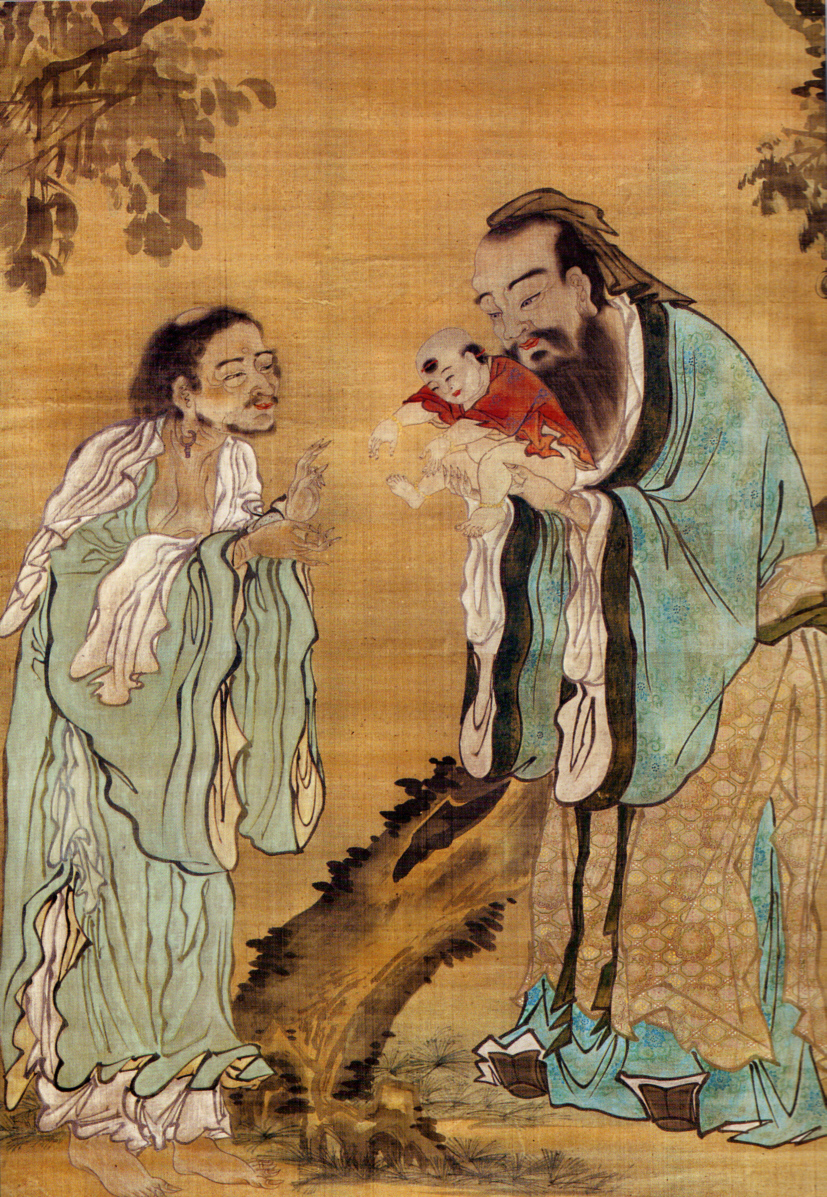
孔子が老子に仏陀を手渡す画。「三教一致」を象徴する「三教図」の一つ。

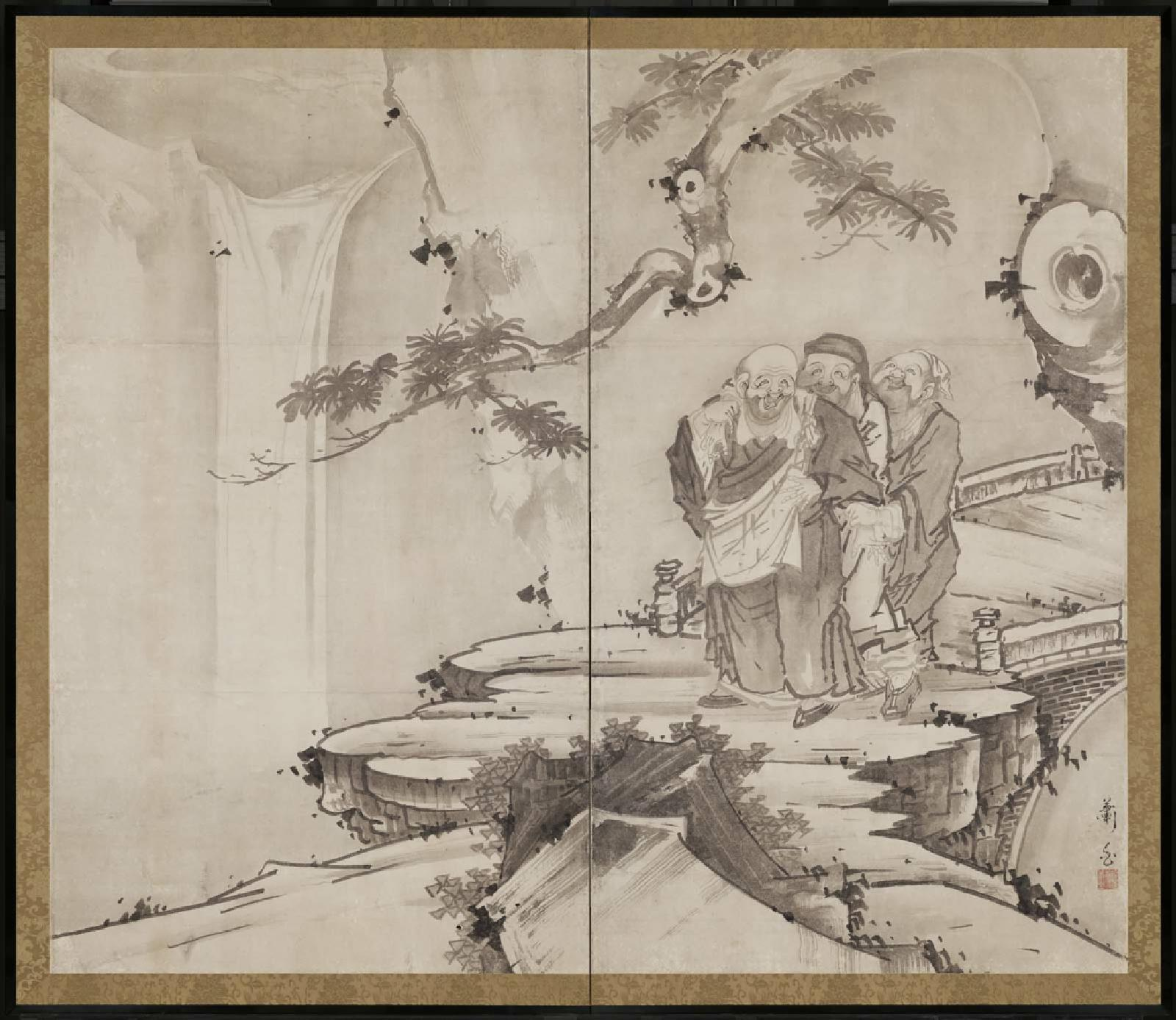
曾我蕭白『虎渓三笑図』
----「三教一致」を象徴する慧遠・陶淵明・陸修静の歓談を描く。

三教（さんきょう、さんごう）とは、中国で最も信仰者数の多い仏教・道教・儒教を一括する言葉。ただし、儒教は事実上の宗教では無いことから、この概念については異論がある。

## 概要
廃仏事件のあった北周の時期より、使われ始める。
廃仏を断行した武帝は、その廃仏断行前から、三教談論を数次にわたって開催して、その優劣を、儒者・僧侶・道士に討議させていた。
この三教談論の慣習は、隋唐にまで受け継がれ、形式化したものではあったが、宮中で行われる風が受け継がれた。
また、北周の廃仏に関与した衛元嵩には、『斉三教論』7巻の著作があったことが、『旧唐書』「経籍志」と『新唐書』「芸文志」の子部・道家類に著録されている。但し、既に散佚しており、その逸文も見られないことから、その内容を知ることは出来ない。
日本においては近世の一時期、道教が入らず、神道を入れて儒教、仏教、神道を指す言葉として「三教」という言葉が用いられていたことがある。